# Боб Марли: One Love
„Боб Марли: One Love“ (на английски: Bob Marley: One Love) е  американска биографична музикална драма от 2024 г. на режисьора Рейналдо Маркъс Грийн, който е съсценарист със Зак Бейлин, Франк Е. Флауърс и Терънс Уинтър. Той е базиран за живота и кариерата на певеца Боб Марли, който вдигна славата си преди смъртта си през 1981 г. Във филма участват Кингсли Бен-Адир в ролята на Боб Марли, Лашана Линч като Рита Марли и Джеймс Нортън като Крис Блекуел. Филмът излиза по кината в Съединените щати на 16 февруари 2024 г. от „Парамаунт Пикчърс“.

## Актьорски състав
- Кингсли Бен-Адир – Боб Марли[2]
- Лашана Линч – Рита Марли[3]
- Джеймс Нортън – Крис Блекуел
- Тосин Коул – Тайрън Дауни
- Астън Барет младши – Астън Барет („Семейният човек“)
- Антъни Уелш – Дон Тейлър
- Севана – Джуди Моуат
- Хектор Луис – Карлтън Карли Бартлет
- Майкъл Гандолфини – Хауърд Блум
- Надин Маршъл – Цедела Малкълм
- Уми Майърс – Синди Шекспир
- Наоми Кауан – Марша Грифитс

## Производство
През март 2021 г. е обявено, че биографичния филм за певеца Боб Марли е в разработка от „Парамаунт Пикчърс“. Рейналдо Маркъс Грийн е нает да режисира, докато Зак Бейлин, Франк Е. Флауърс и Терънс Уинтър написват сценария.
Заглавието на филма е обявен от продуцента Зиги Марли през април 2023 г. в CinemaCon.

## В България
В България филмът излиза по кината на 16 февруари 2024 г. от „Форум Филм България“.